# Maurice Chambreuil
Maurice Chambreuil, né Camille Jean Maurice Bourguignon, est un acteur français né le 14 juillet 1883 à Paris 6e, où il est mort le 4 novembre 1963.

## Biographie
Il est le grand-oncle de l'actrice Anémone.
Il est inhumé au cimetière de Saint-Germain-des-Prés, en Dordogne.

## Théâtre

### Comédie-Française
Entrée à la Comédie-Française en 1925
Nommé 395e sociétaire en 1937
Départ en 1954
- 1939 : Bérénice de Jean Racine, Comédie-Française : Paulin (11 fois de 1939 à 1944)
- 1950 : L'Arlésienne d'Alphonse Daudet, mise en scène Julien Bertheau, Comédie-Française
- 1950 : Le Président Haudecœur de Roger-Ferdinand, mise en scène Louis Seigner, Comédie-Française au théâtre de l'Odéon.

## Filmographie
- 1911 : La Fin de Don Juan de Victorin Jasset : le commandeur
- 1921 : Le Rêve de Jacques de Baroncelli : Hubert
- 1922 : Molière, sa vie, son œuvre de Jacques de Féraudy : lui-même
- 1946 : L'Idiot de Georges Lampin : le général Ivan Fedorovitch Epantchine